# Кирил Цонев
Кирил Илиев Цонев е български художник и професор.

## Биография
Роден е в Кюстендил. През 1919 г. завършва Държавното рисувално училище в София при проф. Стефан Иванов и проф. Цено Тодоров. Учи в Мюнхенската художествена академия (1919 – 24) при проф. Хуго фон Хаберман и проф. Карл Каспар. По същото време специализира технология, консервация и реставрация на изкуствата при проф. М. Дьорнер. От 1924 до 1929 г. е на свободна практика в Мюнхен. Свързва се с групата на „Новата предметност“ (на немски: Neue Sachlichkeit) към Мюнхенското дружество „Жури Фрай“.
Участва в общогермански и международни изложби в Мюнхен, Касел, Бон, Майнц и др. Организира самостоятелни изложби в Мюнхен, Дрезден, Амстердам, Копенхаген, Лос Анджелис, Сан Франциско. От 1930 до 1931 г. се установява в Мексико Сити, където се запознава с изявени представители на мексиканското изкуство като Диего Ривера, Давид Сикейрос, Хосе Клементе Ороско и др. Заедно със Сикейрос работи по изписването на 3 монументални фрески за парламента в Мексико Сити.
През 1933 г. се завръща в България и до 1942 г. работи на свободна практика. Става член на Дружеството на новите художници (1934) и негов председател (1935 – 36). Участва във всички изложби на дружеството, в международни изложби в Атина, Будапеща, Прага и др.
Преподавател по рисуване във Военното училище (1937 – 42), професор в Художествената академия (1942 – 50). Участва във Втората световна война като военен художник, един от организаторите на изложбата „Фронт и тил“. През 1950 г. е уволнен от Художествена академия като формалист. От 1950 г. работи върху консервацията на стенописи и икони в църквите в Бояна, Земен, Драгалевски манастир. През 1960 г. организира самостоятелна изложба, с която е обществено реабилитиран.

## Творчество
Работи във всички жанрове на живописта: портрети, композиции, пейзажи, натюрморти. Негови творби се намират в Националната художествена галерия, Софийската градска художествена галерия, в художествените галерии на Кюстендил, Враца, Видин, Пловдив и др. и в чужбина – Мексико, Куба, Германия, Австрия, САЩ и др.

## Признание
Носител на орден „Кирил и Методий“ I ст. (1960), заслужил художник (1960) и народен художник (1971).
На Кирил Цонев е наречена улица в София (Карта). През 1998 г. е удостоен със званието Почетен гражданин на Кюстендил.